# Cochlear Limited
Cochlear ist ein weltweit tätiges Medizintechnik-Unternehmen, das implantierbare Hörhilfen entwickelt, produziert und vertreibt. Es wurde 1981 gegründet und hat seinen Hauptsitz in Sydney (Australien). Seit 1995 ist Cochlear eine börsennotierte Aktiengesellschaft. Die deutsche Niederlassung von Cochlear hat ihren Sitz in Hannover (Niedersachsen).

## Geschichte
Maßgeblichen Anteil an der Forschungsarbeit hat Graeme Clark. Der australische Medizinprofessor hat sich auf Cochlea-Implantate spezialisiert. Er legte mit seiner Forschungsarbeit an der University of Melbourne die Grundlage für den Erfolg von Cochlear. Er versorgte 1978 erstmals einen Patienten erfolgreich mit einem mehrkanaligen Cochlea-Implantat und leitete die serienmäßige Entwicklung dieser Implantate ein.

## Produkte
Die wichtigsten Produkte von Cochlear sind das Nucleus-Implantat, das elektrisch-akustische Hybrid-Implantat und das Baha-Knochenleitungs-Implantat. Rund eine Viertelmillion Menschen in mehr als 100 Ländern nutzen Hörhilfen von Cochlear.

### Nucleus-Implantat
Ein Cochlear Nucleus-System ermöglicht es Kindern und Erwachsenen, deren Hörnerv noch funktioniert, trotz eines hochgradigen Hörverlustes zu hören. Es besteht grundsätzlich aus dem äußeren Soundprozessor und einem Implantat. Das Cochlear Nucleus-System umgeht die geschädigten Bereiche des Ohrs und überträgt Audiosignale in codierter Form. Diese werden als elektrische Signale über den Hörnerv an das Gehirn übertragen.

### Hybrid-Implantat
Ein Hybrid-Implantat erzeugt eine elektrische Stimulation und eignet sich vor allem für Menschen mit schwerem bis an Taubheit grenzenden Hörverlust im oberen Frequenzbereich. Es wandelt Höreindrücke in elektrische Signale um und sorgt zudem für eine akustische Verstärkung von Tieffrequenzen. Auf diesem Weg kann das Restgehör möglichst wirksam genutzt werden. Das Hybrid-System wurde 2008 auf den Markt gebracht und 2009 mit dem Australian Engineering Excellence Award sowie mit dem International Design Award geehrt.

### Baha Knochenleitungs-Implantat
Mit Hilfe eines Baha-Knochenleitungsimplantats wird das Innenohr auf natürliche Weise stimuliert, denn es nutzt die Fähigkeit des Körpers zur Übertragung von Schall über Knochenleitung. Der Name des Systems leitet sich aus den Anfangsbuchstaben der englischsprachigen Bezeichnung für „knochenverankerte Hörlösung“ (Bone Anchored Hearing Aid) ab. Ein kleines Titan-Implantat wird in den Knochen hinter dem Ohr eingesetzt, wo es fest in den Knochen einwachsen soll. So kann Menschen mit Schallleitungsschwerhörigkeit, kombinierter Schwerhörigkeit und einseitiger Taubheit ein besseres Hören ermöglicht werden.

## Fotos

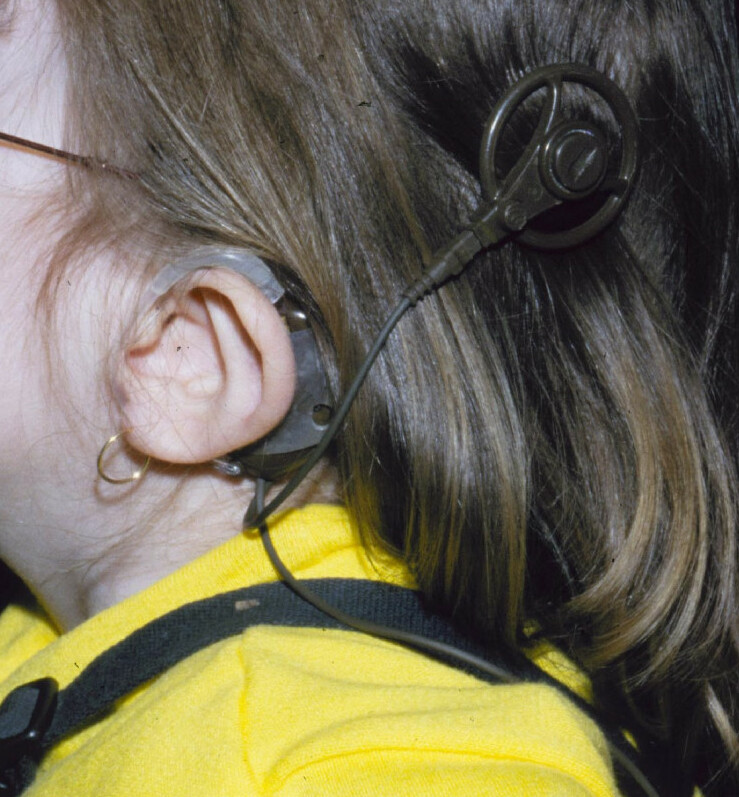
Gerät aus den 1980er Jahren
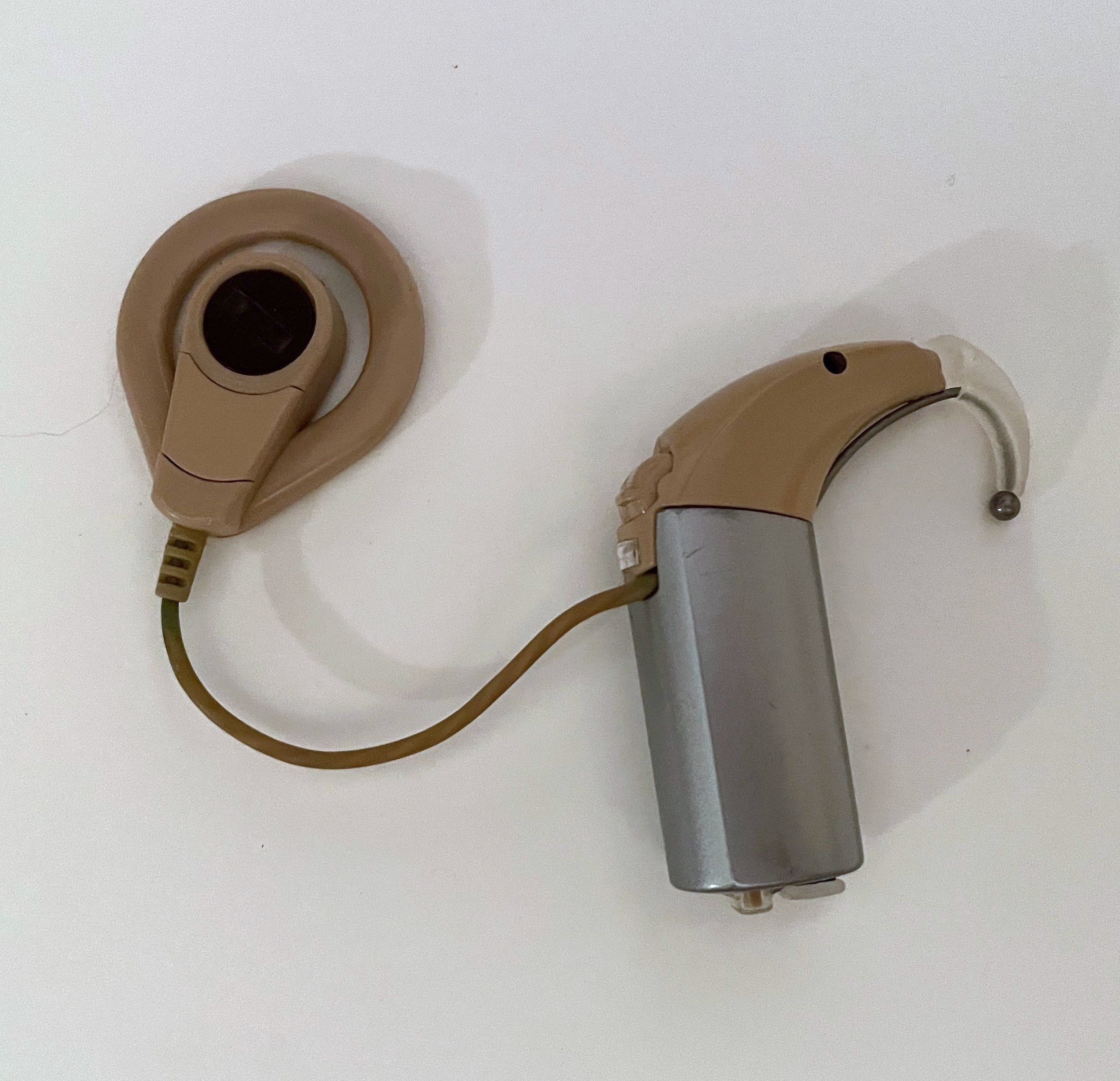
2002 ESPrit 3G
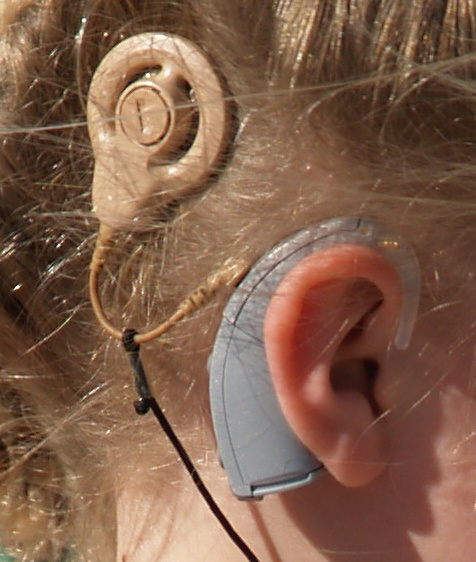
2005 Nucleus Freedom
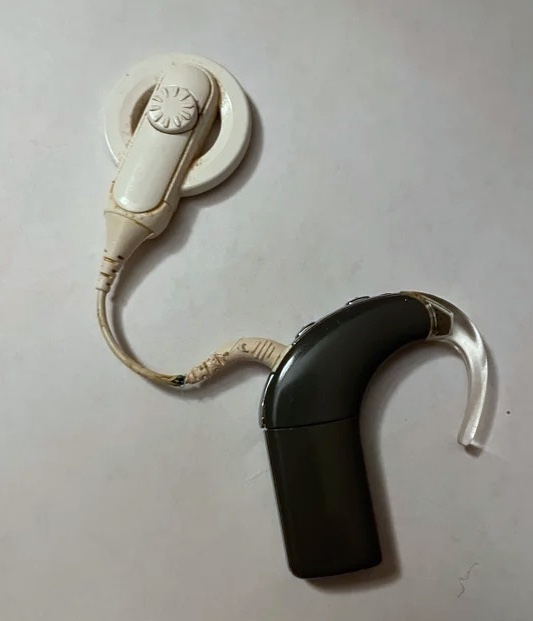
2009 Nucleus 5
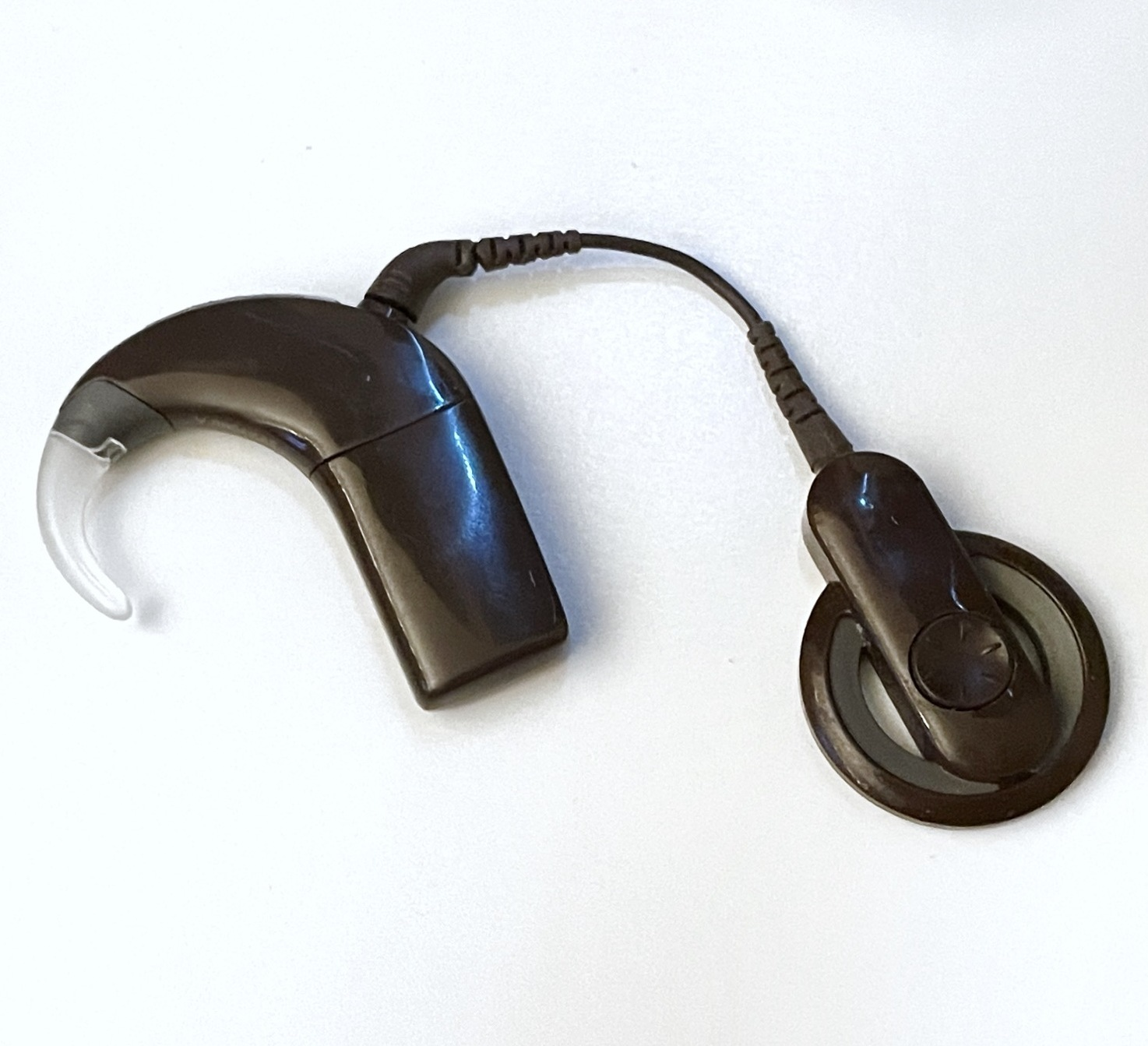
2013 Nucleus 6
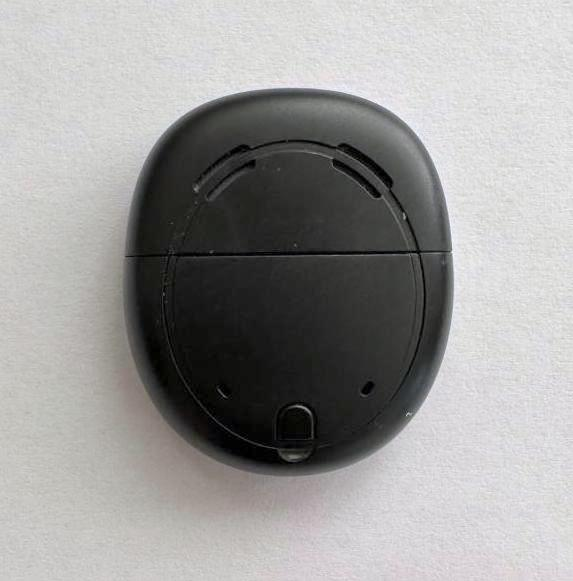
2016 Nucleus Kanso
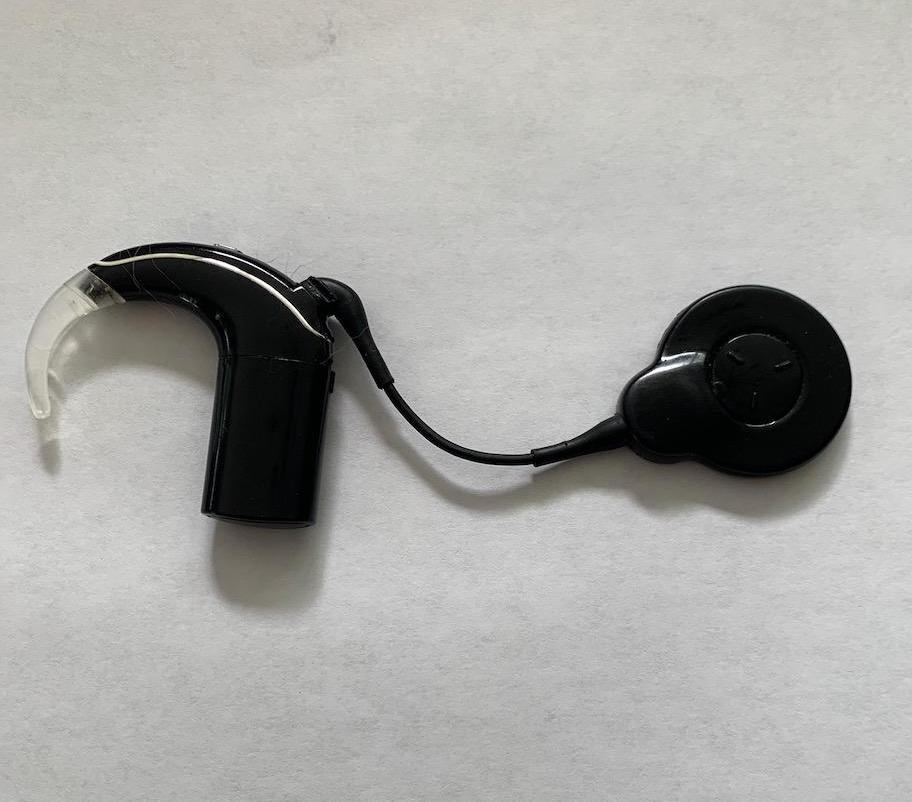
2017 Nucleus 7
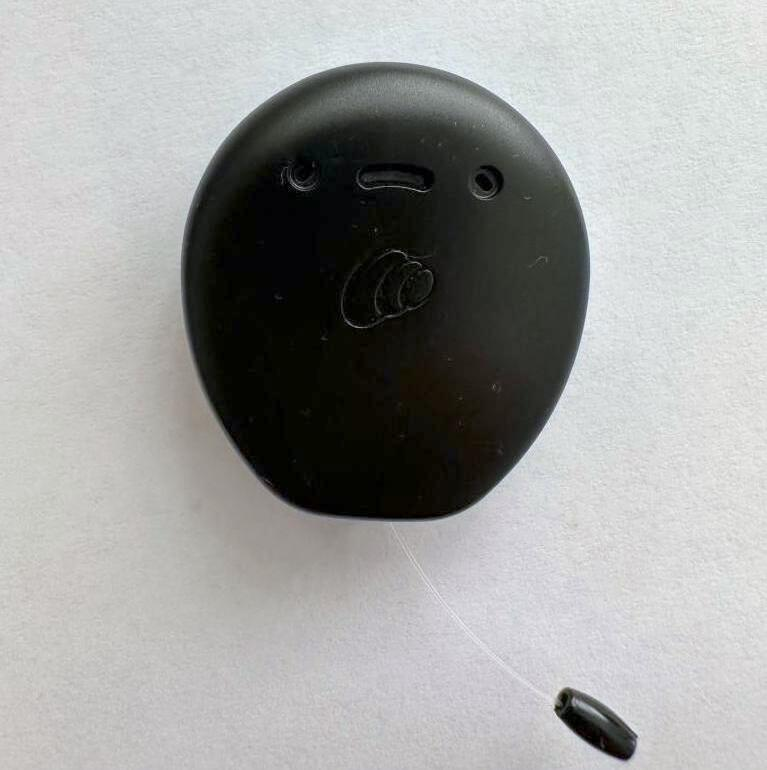
2020 Nucleus Kanso 2